# Lecidella tumidula
Lecidella tumidula är en lavart som först beskrevs av Abramo Bartolommeo Massalongo, och fick sitt nu gällande namn av Johannes-Günther Knoph och Christian Leuckert. Lecidella tumidula ingår i släktet Lecidella, och familjen Lecanoraceae. Arten är reproducerande i Sverige.